# Auguste Edmond Girard
Pour les articles homonymes, voir Girard.
Auguste Edmond Girard est un homme politique français né le 6 septembre 1806 à Istres (Bouches-du-Rhône) et décédé le 30 décembre 1873 à Yvetot (Seine-Maritime).
Avocat, il est maire d'Yvetot en 1848. Il est député de la Seine-Maritime de 1848 à 1849, siégeant avec les républicains modérés.

## Sources
- « Auguste Edmond Girard », dans Adolphe Robert et Gaston Cougny, Dictionnaire des parlementaires français, Edgar Bourloton, 1889-1891 [détail de l’édition]